# Zvika Brakerski
Zvika Brakerski est un cryptologue et informaticien israélien et enseignant  à l' Institut Weizmann.

## Biographie
Zvika Brakerski est d'abord ingénieur dans l'armée israélienne puis, à partir de 1997, il étudie l'électrotechnique et l'informatique à l'université de Tel Aviv avec une licence en 2001 et une maîtrise (avec Boaz Patt-Shamir ) summa cum laude en 2002 avec une thèse intitulée  « General Perfectly Periodic Scheduling ». En 2011, il obtient son doctorat à l'Institut Weizmann sous la supervision de Shafi Goldwasser avec une thèse intitulée « Cryptographic methods for the cloud ». Il est ensuite de 011 à 2013  chercheur postdoctoral à l'université Stanford auprès de Dan Boneh. Depuis 2014, il est à l'Institut Weizmann, où il est professeur associé  en 2022.

## Recherche et enseignement
Brakerski, avec Vinod Vaikuntanathan et Craig Gentry, a développé des systèmes de chiffrement entièrement homomorphe (« fully homomorphic encryption » ou FHE) basés sur des réseaux et qui font partie de la cryptographie post-quantique. Les FHE sont particulièrement employés dans le cloud computing, où par exemple les fournisseurs de services traitent les données sensibles d'un client sans sacrifier la sécurité des données. Les premiers FHE ont été introduits en 2009 mais s'avéraient peu pratiques. Brakerski a utilisé la cryptographie basée sur un réseau qui n'avait pas été utilisée auparavant dans ce contexte. Les algorithmes de Brakerski sont utilisés dans tous les systèmes FHE modernes. Brakerski travaille également sur l'obfuscation des programmes (données dynamiques) pour le cloud computing avec FHE. La méthode de  Brakerski-Gentry-Vakuntanathan (BGV) est disponible en open source (HeLib). En plus de la cryptographie et de la sécurité des données, Brakery travaille en théorie de l'informatique quantique.

## Prix et distinctions
En 2017, Brakerski a reçu le prix Krill de la Fondation Wolf.
En 2022, Brakerski est lauréat du prix Gödel avec Craig Gentry  et Vinod Vaikuntanathan pour les articles :  Efficient Fully Homomorphic Encryption from (Standard), IEEE Foundation of Computer Science (FOCS) 2011 et (Leveled) fully homomorphic encryption without bootstrapping  ; la première communication a également reçu un FOCS Test of Time Award en 2021.

## Publications
Comme d'usage en informatique théorique, Brakerski publie plus dans des conférences (Zentralblatt en compte 64 en 2022) que dans des périodiques scientifiques (Zentralblatt en dénombre 12 en 2022).
Les plus cités sont  : 
- Zvika Brakerski, Craig Gentry et Vinod Vaikuntanathan, « (Leveled) fully homomorphic encryption without bootstrapping », Proceedings of the 3rd Innovations in Theoretical Computer Science Conference (ITCS '12), Association for Computing Machinery,‎ 8 janvier 2012, p. 309–325 (ISBN 978-1-4503-1115-1, DOI 10.1145/2090236.2090262)
- Zvika Brakerski et Vinod Vaikuntanathan, « Efficient Fully Homomorphic Encryption from (Standard) LWE », 2011 IEEE 52nd Annual Symposium on Foundations of Computer Science,‎ octobre 2011, p. 97–106 (DOI 10.1109/FOCS.2011.12)
- Zvika Brakerski, Adeline Langlois, Chris Peikert et Oded Regev, « Classical hardness of learning with errors », Proceedings of the forty-fifth annual ACM symposium on Theory of Computing (STOC '13), Association for Computing Machinery,‎ 1er juin 2013, p. 575–584 (ISBN 978-1-4503-2029-0, DOI 10.1145/2488608.2488680, arXiv 1306.0281)
- (en) Zvika Brakerski, « Fully Homomorphic Encryption without Modulus Switching from Classical GapSVP », Advances in Cryptology – CRYPTO 2012, Springer,‎ 2012, p. 868–886 (ISBN 978-3-642-32009-5, DOI 10.1007/978-3-642-32009-5_50, lire en ligne)

Ces communications paraissent également en revue, en version plus longue en général.